# جورج موني
جورج موني (بالإنجليزية: George Mooney)‏ هو لاعب كرة قدم أمريكية أمريكي، ولد في 22 فبراير 1896 في شيكاغو في الولايات المتحدة، وتوفي في 10 فبراير 1985 في غلينديل في الولايات المتحدة.

## وصلات خارجية
- جورج موني على موقع مرجع كرة القدم المحترفة.كوم (الإنجليزية)